# Gelis ottawaensis
Gelis ottawaensis är en stekelart som först beskrevs av Alan John Harrington 1896.  Gelis ottawaensis ingår i släktet Gelis och familjen brokparasitsteklar. Inga underarter finns listade i Catalogue of Life.